# Duchess of Portsmouth

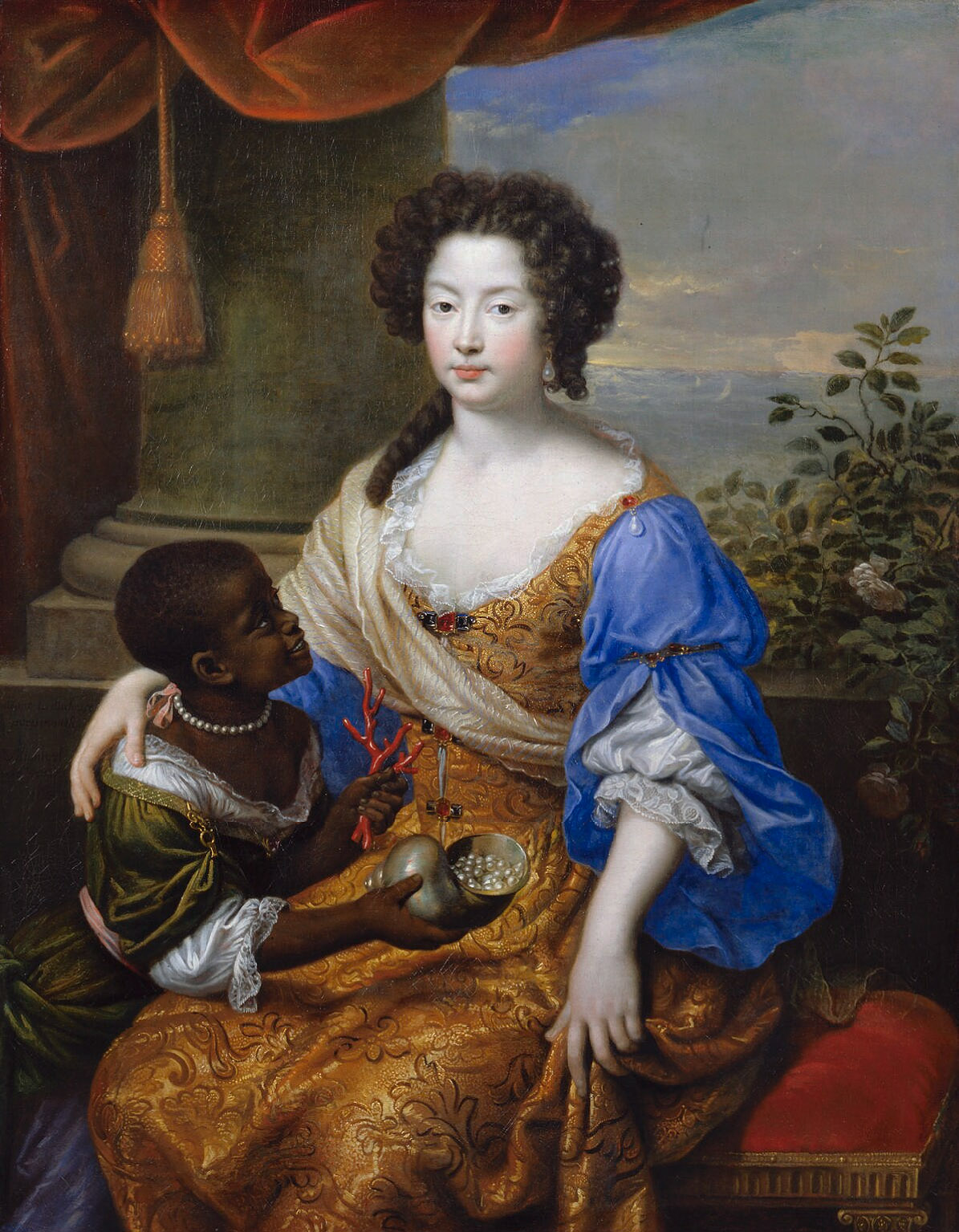
Louise de Kérouaille, Duchess of Portsmouth

Duchess of Portsmouth war ein britischer Adelstitel in der Peerage of England, der nach der Stadt Portsmouth in Hampshire benannt war.
Der Titel wurde am 19. August 1673 von König Karl II. für seine Mätresse Louise de Kérouaille geschaffen. Zusammen mit der Dukewürde wurden ihr die nachgeordneten Titel Countess of Fareham und Baroness Petersfield verliehen, die nach den Orten Fareham und Petersfield in Hampshire benannt waren. Die Titel waren auf Lebenszeit verliehen und erloschen beim Tod der Duchess am 14. November 1734.
Auf Vermittlung Karls II. war ihr 1684 von König Ludwig XIV. auch der französische Titel Duchesse d’Aubigny verliehen worden.

## Liste der Duchesses of Portsmouth (1684)
- Louise de Kérouaille, Duchess of Portsmouth (1649–1734)